# Via della Vigna Nuova
Via della Vigna Nuova è una strada del centro storico di Firenze, che va da via de' Tornabuoni e piazza Goldoni. Lungo il tracciato si innestano: via dell'Inferno, piazza de' Rucellai, via de' Federighi, via del Parione.

## Storia
La strada prende il nome dalla vigna dei monaci di San Pancrazio (già ricordata nel 1224 come "que olim fuit", cioè scomparsa), che venne detta "nuova" per distinguerla da quella "vecchia" dei monaci della Badia fiorentina. Si trattava quindi di un podere fuori le mura di allora, lungo una direttrice che usciva dalla Porta Occidentalis (poi Porta a San Pancrazio) del decumano massimo, in un trivio con la biforcazione di via della Spada e via del Sole. Nel XIII secolo la via assunse maggiore importanza con la costruzione del ponte alla Carraia, facendone un'importante direttrice molto percorsa dai carri che portavano le merci dalle campagne sud ovest, attraverso la porta San Frediano, fino alla zona del mercato Vecchio. «Le viti presto sparirono ai lati della carreggiata e le costruzioni s'infittirono, abitazioni prima di artigiani, poi di mercanti e, infine, di signori. Minerbetti, Popoleschi, Rimbertini, Temperani, Berardi, anche Bargellini, ed infine i più doviziosi Rucellai». Proprio quest'ultima famiglia caratterizzò la zona, con al costruzione del palazzo di famiglia, disegnato da Leon Battista Alberti, della loggia rinascimentale e di altre costruzioni satellite.

## Descrizione
Ancora oggi la via - segnata da palazzi di notevole rilievo architettonico e nobilitata dall'episodio di piazza de' Rucellai che è percepito come integrante il tracciato - mantiene carattere commerciale, dall'aspetto sobrio ed elegante, ricca di negozi e boutique di famosi stilisti, quasi un'appendice della vicina via de' Tornabuoni.
Altri antichi palazzi nobiliari, sebbene non paragonabili a Palazzo Rucellai, sono, sul finire della strada, il palazzo Temperani e il palazzo Berardi. Sempre in ragione della sua funzione di collegamento dal centro al ponte alla Carraia, la strada è interessata da un significativo passaggio pedonale.

### Edifici
| Immagine | N°   | Nome                 | Descrizione |
| -------- | ---- | -------------------- | --- |
|          | 1    | Palazzina            | Si tratta di un esteso edificio con il fronte riconfigurato nel Settecento e quindi soprelevato, ora organizzato su cinque piani per sette assi, il primo dei quali (all'estrema sinistra) a definire la volta di via dell'Inferno. In prossimità di questa è, sul fronte, una piccola immagine a bassorilievo in pietra (erosa) raffigurante la Madonna con il Bambino, nelle forme proprie dei pietrini utilizzati dall'Arte dei Medici e Speziali, per cui è da ipotizzare a un certo punto della storia dell'edificio una proprietà di quest'Arte, se non dell'attuale palazzina di una delle case che segnavano il luogo precedentemente alla trasformazione della fabbrica. Sotto l'arco è invece presente una edicola sempre di carattere settecentesco, con una pittura murale di Galeazzo Auzzi con la Crocifissione (1997). |
|          | 2    | Palazzo Dudley       | Il palazzo, situato tra via della Vigna Nuova e via della Spada, fu edificato tra il 1578 e il 1584 su commissione di Orazio Rucellai e progetto di Bartolomeo Ammannati. Nel 1614 fu venduto al geografo e ingegnere navale inglese Robert Dudley, conte di Warwick e duca di Northumberland, rifugiatosi in Toscana dopo aver lasciato l’Inghilterra. Dopo vari passaggi di proprietà, l’edificio fu acquistato nel 1912 da Francesco Navone, che incaricò l’architetto Adolfo Coppedè di trasformarlo. L’intervento, premiato con il Premio Martelli nel 1913, comportò la demolizione della parte superiore dello sprone e la creazione di una loggetta aperta con terrazzo e balcone. Il nuovo prospetto, arricchito da elementi decorativi come una grande conchiglia e balaustre, interpreta in chiave liberty e monumentale lo stile originario cinquecentesco, valorizzando l’edificio nel contesto urbano vicino a palazzo Strozzi. |
|          | 3    | Casamento            | Si tratta di un esteso casamento che guarda su via della Vigna Nuova con una facciata organizzata su cinque piani per otto assi. Dignitoso e ben curato, l'edificio non si discosta tuttavia dai modelli correnti propri dell'architettura locale ottocentesca, con il terreno in finto bugnato e le bucature segnate da incorniciature di vaga eco cinque seicentesca. Lo si segnala per avere ospitato nel 1872, in uno dei molti appartamenti, il critico d'arte tedesco Konrad Fiedler. |
|          | 4    | Palazzina Minerbetti | L'edificio presenta un fronte di quattro assi (il che comporta una posizione del portone di accesso agli appartamenti decentrata a destra) organizzati su quattro piani più un mezzanino terreno, frutto dell'unificazione di più antiche case presumibilmente effettuata tra Sette e Ottocento. Di ulteriori interventi di rinnovamento nel primo Novecento documenta la fascia graffita con festoni posta all'ultimo piano sotto gronda, come pure altri elementi (quali la stessa rosta del portone). Al centro del fronte, all'altezza del piano nobile, è uno scudo antico con l'arme dei Minerbetti (qui senza smalti, tuttavia di rosso, a tre spade basse appuntate d'argento, guarnite d'oro) a indicare lo stretto legame tra questo edificio e quello al numero civico 6, di identica proprietà. |
|          | 6    | Casa Minerbetti      | La casa si sviluppa per quattro piani su due assi, a documentare nell'impianto un'originaria configurazione quale casa a corte mercantile. Deve essenzialmente la propria fama al notevole architrave della porta posta a sinistra, seminato di gigli francesi e sormontato da un lunghissimo lambello, con nel mezzo uno scudo con l'arme dei Minerbetti (a tre spade basse appuntate), da intendersi come un omaggio alla Casa d'Angiò risalente al XIV secolo. La proprietà passò successivamente ai Santini di Lucca e quindi ai Torrigiani. Con il passare del tempo anche l'edificio perse i suoi originari caratteri trecenteschi, assumendo, ai piani superiori, un carattere settecentesco. Negli interni si trovano decorazioni murali del primo Novecento, in stile Liberty. |
|          | 7    | Casa Popoleschi      | L'edificio conserva ancora nella parte inferiore (nonostante le molte integrazioni in pietra artificiale) il carattere trecentesco, di quando apparteneva ai Popoleschi, mentre la parte superiore presenta un disegno oramai cinquecentesco, presumibilmente dovuto a lavori di riconfigurazione promossi dai Bargellini, che ne entrarono in possesso, appunto, alla metà del XVI secolo. Dei due ampi archi che segnano il terreno, quello di destra, in corrispondenza dell'accesso agli appartamenti, si presenta ridotto grazie a una incorniciatura del portone che sembrerebbe riconducibile al Seicento: a questo stesso periodo dovrebbe riferirsi il pietrino posto subito sopra l'arco, con l'aquila che aggrinfia il torsello di lana lavorata, a indicare come a un certo punto della sua storia l'immobile (o una sua porzione) sia stato di proprietà dell'Arte dei Mercatanti (il pietrino è segnato col 109 in numeri romani). Al centro del secondo piano è invece uno scudo con l'arme della famiglia Bargellini (senza smalti, ma partito di rosso e d'oro, al leone dell'uno nell'altro, con il capo d'Angiò). Nonostante le trasformazioni e le integrazioni al primo piano decisamente mal condotte (e grazie al recente rifacimento degli intonaci che ha riscattato la facciata dal mediocre stato di conservazione nel quale versava), nell'insieme la casa presenta un armonico rapporto tra pieni e vuoti che la rendono oltremodo rappresentativa della tradizione architettonica fiorentina. |
|          | 9    | Casa Rucellai        | La casa è indicata come appartenuta ininterrottamente ai Rucellai dal Trecento al Seicento. Conserva al piano terreno due portali trecenteschi, mentre il resto del fronte appare ridisegnato nell'Ottocento. |
|          | 10   | Casa                 | Si tratta di una casa di tre piani più un mezzanino, che torna a documentare, assieme agli edifici limitrofi, di una originaria configurazione medievale. Restaurata e riconfigurata tra la fine dell'Ottocento e i primi del Novecento, si presenta con un piano terreno segnato da fornici di diversa altezza e dimensione, con un parato a finto bugnato. I piani superiori sono arricchiti da un lavoro a sgraffito con un finto ammattonato, intervallato da due fasce marcapiano con racemi. Al piano terra, sul lato sinistro, è una nicchia con un rilievo raffigurante una Madonna col Bambino. |
|          | 11   | Casa de' Pitti       | L'edificio fu oggetto di un intervento di parziale ripristino della facciata nel 1934-1935 (su cui si tornò a intervenire nei primi anni settanta del Novecento), e presenta (proprio a seguito di tale intervento teso ad accentuare il carattere medievale della fabbrica) un'ampia porzione con l'antico paramento in pietra con tracce profonde di pilastri "forse formanti una loggia o reggenti una tettoia". Per quanto tradizionalmente sia indicato come casa de' Pitti, mostra sull'architrave un antico e consunto scudo con l'arme dei Rucellai (trinciato: nel primo di rosso, al leone d'argento; nel secondo fasciato increspato d'azzurro e d'oro), che in effetti ne furono proprietari fino al 1550. Negli anni trenta dell'Ottocento qui avrebbero trovato alloggio presso la signora Certellini (che evidentemente gestiva nell'edificio una pensione) lo scrittore inglese Henry Crabb Robinson (1830, 1831 e 1837) e il poeta inglese William Wordsworth, a Firenze nel 1837. |
|          | 16   | Casa Rucellai        | Per quanto la casa presenti una facciata autonoma (peraltro oltremodo semplice, organizzata per due assi su quattro piani più due mezzanini), si tratta con ogni evidenza di una pertinenza del palazzo Rucellai, posto in aderenza e da questo lato segnato dalle ammorsature del paramento che in questa zona doveva proseguire e che mai fu realizzato. Al centro del fronte, a sottolineare la proprietà dell'immobile, è uno scudo con l'arme dei Rucellai. |
|          | 18   | Palazzo Rucellai     | Tra i migliori esempi di architettura rinascimentale privata del Quattrocento, la sua facciata venne progettata da Leon Battista Alberti e fu il primo di una serie di importanti interventi architettonici che eseguì per la famiglia Rucellai. La sua facciata infatti rappresenta uno dei modelli fondamentali del Rinascimento fiorentino, così come lo spazio antistante della piazza con la loggia di pertinenza testimonia un intervento urbanistico esemplare. fu commissionato dal ricco mercante Giovanni Rucellai, ma nonostante l'importanza dell'edificio, sono ancora dibattute le date della sua costruzione, essendo andati perduti tutti i documenti relativi alle sue origini. Sicuramente il palazzo fu definito in più fasi, presumibilmente dal 1455 circa al 1458 e dal 1465 al 1470, a seguito degli acquisti delle preesistenti case che insistevano nel luogo, distribuiti nel tempo e condotti dal Rucellai. Questi (per altro noto per aver sostenuto finanziariamente l'erezione della facciata albertiana di Santa Maria Novella) testimonia nel manoscritto detto Zibaldone Quaresimale dell'impegno profuso nell'impresa, dichiarando come "d'otto chase n'ò fatte una, chè tre rispondevano in via della Vigna e cinque drieto". La trasformazione delle preesistenze in un solo complesso fu condotta da Bernardo Rossellino, che unificò poi l'insieme tramite una nuova facciata realizzata su disegno dell'Alberti.                                                                     |
|          | s.n. | Loggia Rucellai      | L'edificio, ortogonale al palazzo di famiglia e comunque del tutto indipendente da questo, è ricordato nello Zibaldone di Giovanni Rucellai. Fu eretto tra il 1463 e il 1466 su progetto di Leon Battista Alberti e, probabilmente, Giovanni Rucellai sostenne tutte le spese. Ignoto è il direttore dei lavori, anche se Walther Limburger (1910) segnala un manoscritto cinquecentesco dove è ricordato un certo "Antonio del Migliorino Guidotti" quale autore del modello della fabbrica. Nel 1466 qui si celebrarono le celebri nozze di Bernardo Rucellai, figlio di Giovanni, con Nannina de' Medici, sorella di Lorenzo il Magnifico. Le arcate furono murate nel 1677, quando lo spazio venne preso in affitto da Giovanni Battista Foggini per farne la sua bottega. Furono riaperte nel 1963 e protette da vetrate. Un ulteriore intervento, promosso da Alberto Bruschi e finalizzato al suo impiego per attività espositive e antiquariali, interessò la struttura nel 1990-1991. Attualmente lo spazio è occupato da attività commerciali. |
|          | 20   | Palazzo Temperani    | Di chiaro stile cinquecentesco, la casa fu proprietà della famiglia Temperani fino al 1707, anno della morte dell'ultimo discendente. Così Marcello Jacorossi: "La facciata è stata da tempo rifatta nella parte decorativa con aggiunte di decorazioni graffite e dipinte e con la trasformazione della parte terrena. Sussistono nella loro forma primitiva le cornici di ricorso e le finestre sul mezzo tondo con adornamenti di conci di pietra. Nell'interno è un elegante cortile cinquecentesco". L'intervento di "riduzione e restauro" al quale ci si riferisce criticamente è in effetti da datare al 1908 e, come attesta la documentazione conservata presso l'archivio storico del Comune di Firenze, da ricondurre a un progetto firmato dall'architetto Giovanni Paciarelli. |
|          | 15   | Palazzina Rucellai   | Si tratta di un esteso edificio con il fronte riconfigurato nell'Ottocento, privo - per quanto riguarda la facciata - di elementi architettonici di rilievo nonostante il corretto disegno d'insieme e l'imponenza del portale. Si tratta tuttavia di una fabbrica di antica origine, come attestano i due scudi oramai consunti presenti ai lati del fronte, di tipologia tre quattrocentesca e comunque collocati ai limiti della proprietà secondo l'uso medievale, ancora leggibili come recanti l'arme dei Rucellai. |
|          | 17   | Palazzo Berardi      | In antico l'area era occupata da varie case di diversa proprietà che per lo più guardavano verso via del Parione. Attorno alla metà del Cinquecento queste vennero acquistate dalla famiglia Berardi, che vi fece costruire l'attuale palazzo, rivolto verso quella via della Vigna Nuova che, nel corso del tempo, era andata acquistando importanza. Nel 1781, estinti i Berardi, il possesso pervenne ai Bartolini Baldelli, dai quali l'acquistarono più tardi i Franceschi. Dal tempo della sua riconfigurazione il palazzo non sembra aver subito significative alterazioni (fatta eccezione per gli esercizi commerciali che sono stati aperti al piano terreno) e ancora si impone con i suoi caratteri cinquecenteschi. Si sviluppa su tre piani organizzati in otto assi, coronato da un'ampia gronda alla fiorentina. La porta, ampia, è incorniciata da bugne, secondo un motivo che ricorre anche nelle finestre del piano nobile, allineate su una ricca cornice con modini e dentelli. Le forme pure e severe dell'insieme hanno fatto ipotizzare un progetto riconducibile a Baccio d'Agnolo |
|          | 24   | Palazzo              | Si tratta di un palazzo dai caratteri cinquecenteschi posto davanti al palazzo Berardi. Il fronte, su quattro piani, è arricchito da graffiti e presenta al centro uno scudo con un vaso. Nell'atrio è una gradevole decorazione murale del primo Novecento. |
|          | 26   | Casa Federighi       | Così Marcello Jacorossi: "Edificio di carattere moderno che fa cantonata fra quella specie di piccolo piazzale dove sbocca la via de' Federighi. In origine apparteneva ai Pucci. Nel 1443 i figli di Domenico Federighi ne acquistavano la metà da Pirro di messer Andrea de' Pazzi, al quale era pervenuto per ragione di eredità e l'altra metà la comprarono nel 1446 dalla Corte del Podestà come beni di Roberto de' Vanni Pucci. Nella seconda metà del XVI secolo mezza apparteneva sempre ai Federighi mentre l'altra metà era pervenuta per eredità ai Lenzoni. È da notarsi che questa casa apparteneva a messer Benozzo Federighi che fu vescovo di Fiesole ed ebbe nella chiesa di San Pancrazio lo splendido monumento sepolcrale eseguito da Luca della Robbia, oggi in Santa Trinita. Al pianterreno di questa casa esisteva fin da tempo remoto un forno che nel 1560 apparteneva a Giovanni di Bartolommeo fornaio. Su via de' Federighi, presso l'angolo, era un piccolo tabernacolo con dipinti, su tavola, la Madonna, Gesù Bambino e san Giovanni, opera del XVI secolo assai deteriorata a causa delle intemperie alle quali è restata esposta (opera non rintracciabile). Sulla cantonata è un curioso portabandiera in ferro a tre bracci. |
|          | 19   | Casa Berardi         | L'edificio forma un acuto sprone tra via della Vigna Nuova e via Parione a guardare la piazza Carlo Goldoni, con il prospetto principale su via della Vigna Nuova di disegno semplice ma ingentilito da un balcone che corre lungo tutto il primo piano. In corrispondenza dello stretto asse di testa (99 rosso) è una edicola seicentesca in pietra arenaria di carattere tardo manierista oltremodo consunta, che conserva un affresco di Fabrizio Boschi. Ricordando il tabernacolo, Guido Carocci segnala due stemmi scolpiti: "uno di codesti stemmi, quello a sinistra guardando il tabernacolo, è de' Berardi, l'altro è de' Salviati o de' Ferrucci ed appartenne forse ad una donna entrata in casa Berardi (...). La casa dov'è posto il tabernacolo, insieme colle altre prossime e col palazzo dove sono i bagni, appartenne alla famiglia Berardi". |
|          | 88r  | Negozio              | Si tratta di un basso fabbricato realizzato a sfruttare il piccolo spazio a pianta triangolare lasciato libero dai due edifici in aderenza che formano l'angolo tra via della Vigna Nuova e piazza Carlo Goldoni, costituito da terreno e piano ammezzato. Si caratterizza fortemente per il fronte interamente decorato da pitture e graffiti con riquadrature, cartelle, festoni e teste bovine e caprine, evidentemente in riferimento a una macelleria che nel primo Novecento doveva trovare spazio nel negozio al terreno. |

### Lapidi
Sul palazzo Dudley è una lapide che ricorda il luogo come residenza di Robert Dudley, posta nel 1895 dal suo concittadino e biografo 'Giovanni' Temple Leader.
| IN QUESTA CASA FATTASI ERIGERE NEL MDCXVI DIMORÒ ROBERTO DUDLEY DUCA DI NORTHUMBRIA INSIGNE NELLA SCIENZA DEL MARE RIORDINATORE DEL PORTO DI LIVORNO E DEL NAVIGLIO TOSCANO GIOVANNI TEMPLE LEADER SUO CONNAZIONALE E BIOGRAFO QUESTO RICORDO NELL'ANNO MDCCCXCV POSE |

### Tabernacoli

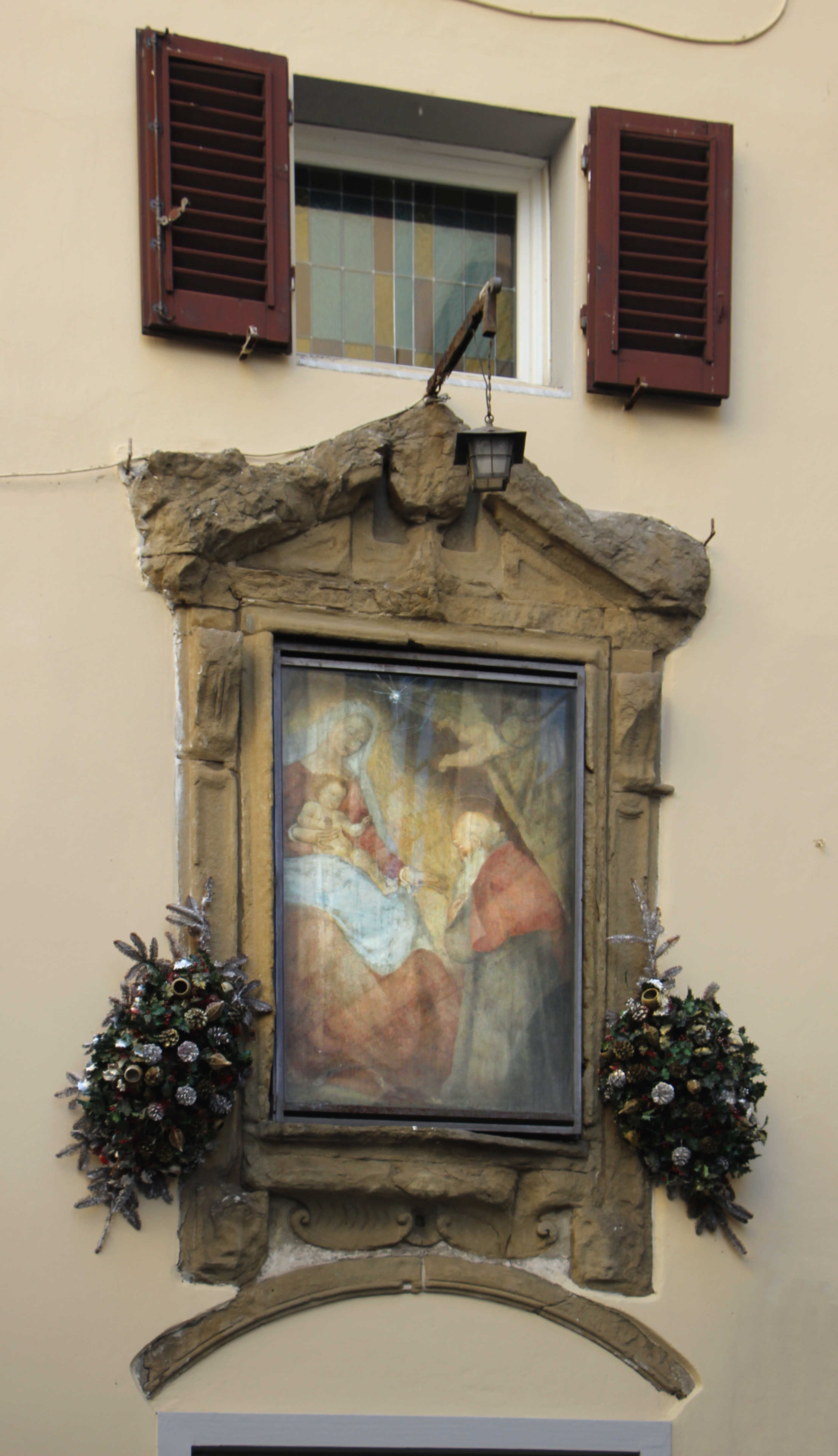
Tabernacolo di Fabrizio Boschi

All'inizio della strada, sullo sprone di palazzo Dudley, si trova un'edicola che conserva un busto in stucco del primo Quattrocento raffigurante la Madonna col Bambino, del tipo A della Madonna Ghibertiana, inserito in una elaborata struttura con timpano su lesene, che mostra la sacra immagine oltre un velario aperto da tre puttini, di altissima qualità e di carattere tardo manierista, tanto da potersi ipotizzare una datazione in riferimento al palazzo tardo cinquecentesco di Orazio Rucellai, su progetto di Bartolomeo Ammannati. Sotto, l'iscrizione: MARIA MATER GRATIAE. L'insieme fu restaurato nel 2001 da Daniela Valentini per le cure della famiglia Calligaris.
Sotto la volta di via dell'Inferno, in angolo con la strada, è presente una edicola di carattere settecentesco, con un timpano triangolare e la parte interna centinata (superiormente occupata da un rilievo con lo Spirito Santo), già occupata da una tela ottocentesca raffigurante l'Annunciazione, rubata negli anni 1960 e quindi sostituita da una pittura murale di Galeazzo Auzzi con la Crocifissione (1997, contestualmente al restauro del tabernacolo nel 1998).
Al piano terra del n. 10, sul lato sinistro, è una nicchia con un rilievo raffigurante una Madonna col Bambino.
All'angolo di via de' Palchetti, su quest'ultima strada, si trova un tabernacolo di struttura decisamente singolare, caratterizzato da una parte centrale a forma di grande scudo ovale con cartigli, lungo il bordo del quale si dispongono cinque palle medicee che al tempo stesso profilano una cornice lignea a riquadrare l'immagine sacra. Nella parte inferiore trova spazio un ulteriore e piccolo scudo con l'arme della famiglia Temperani (qui senza smalti, ma d'argento, al leone d'azzurro seminato di ruote del campo), di modo che sembra logico interpretare l'apparato come un omaggio del committente nei confronti della casa granducale. Di qualità modesta la pittura murale al centro del tabernacolo, raffigurante una Madonna col Bambino, forse databile al Cinquecento.
In corrispondenza dello sprone con via del Parione (99 rosso) è una edicola seicentesca in pietra arenaria di carattere tardo manierista oltremodo consunta, che conserva un affresco di Fabrizio Boschi molto ridipinto, raffigurante un Santo monaco e cardinale in adorazione della Madonna col Bambino, già oggetto di un intervento con integrazioni del pittore Luigi Rossini nel 1954 e quindi di un restauro effettuato nel 1996 dalla ditta R.A.M. su iniziativa dell'Associazione Via della Vigna Nuova e Piazza Rucellai (come si legge su una placca sotto lo stesso tabernacolo). Per Filippo Baldinucci la figura del santo sarebbe quella di san Carlo Borromeo, ma sarebbe inusitatamente raffigurato calvo e con la barba bianca; altri indicano Giovanni Gualberto, ma neanche in questo caso la cappa rossa da cardinale corrisponderebbe all'iconografia tipica; più probabile sarebbe invece Agostino da Ippona, sotto alla cui regola si ispirarono molti ordini religiosi, non solo gli Agostiniani.

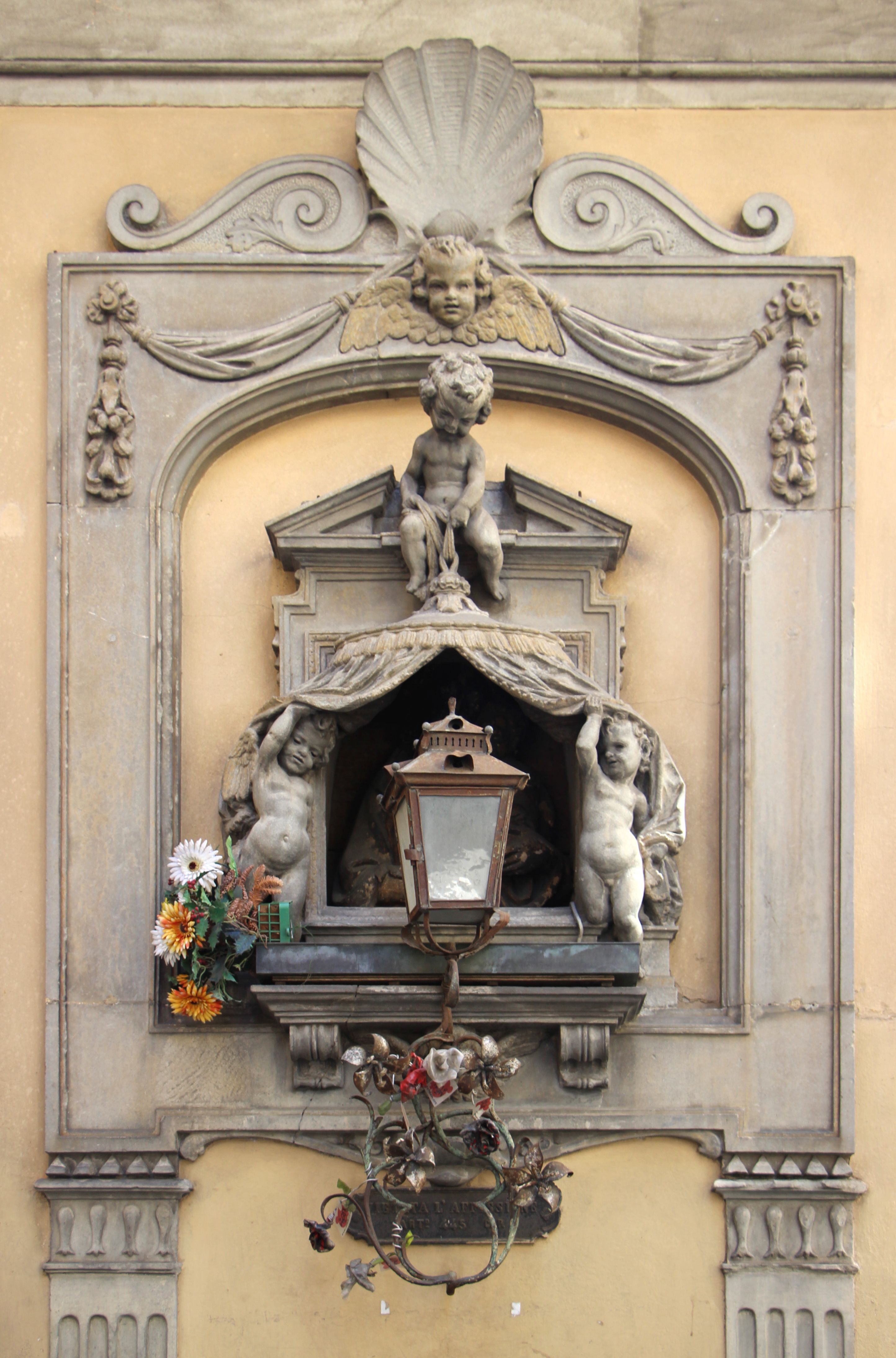
Tabernacolo di palazzo Dudley
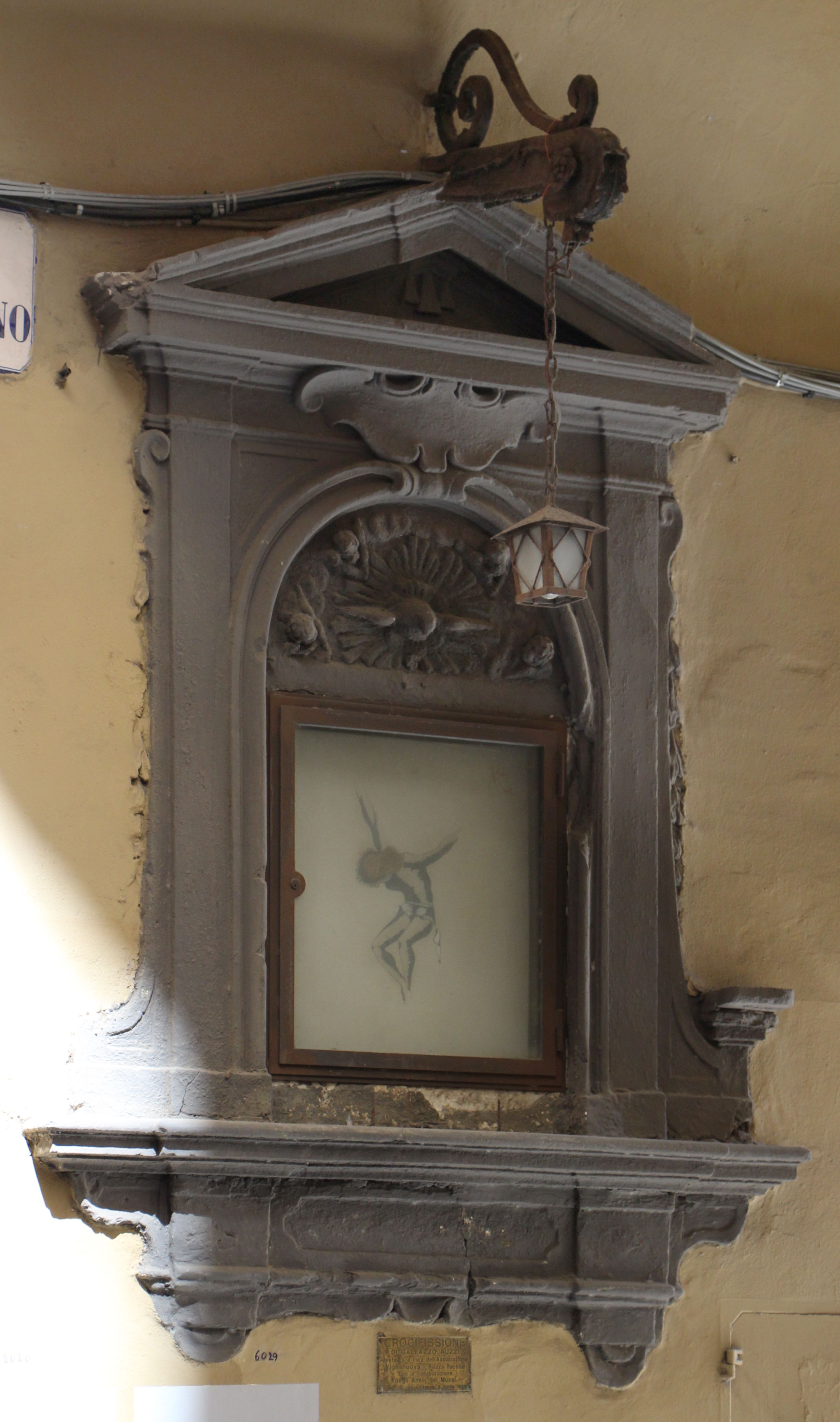
Il tabernacolo di via dell'Inferno
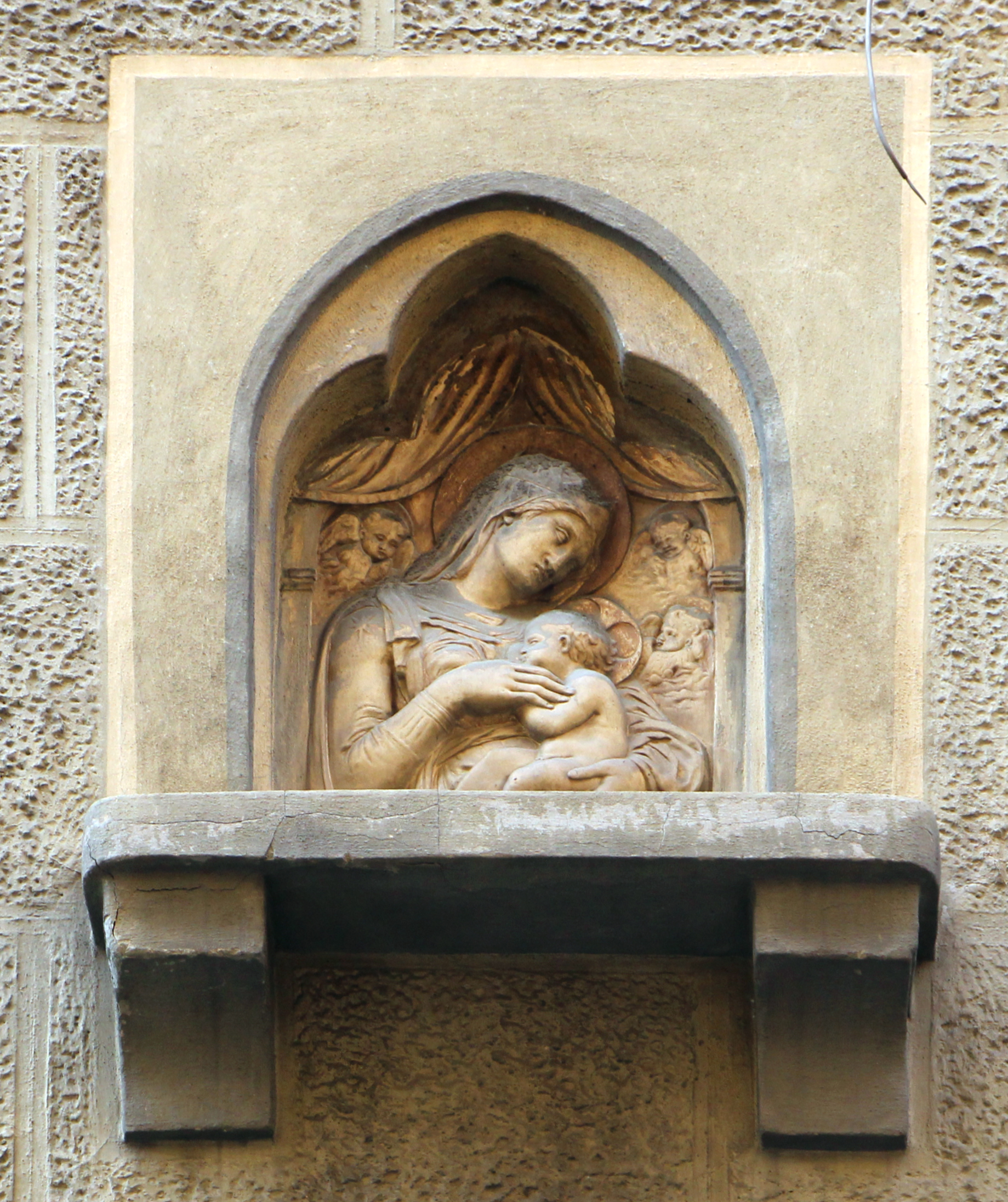
La nicchia al n. 10
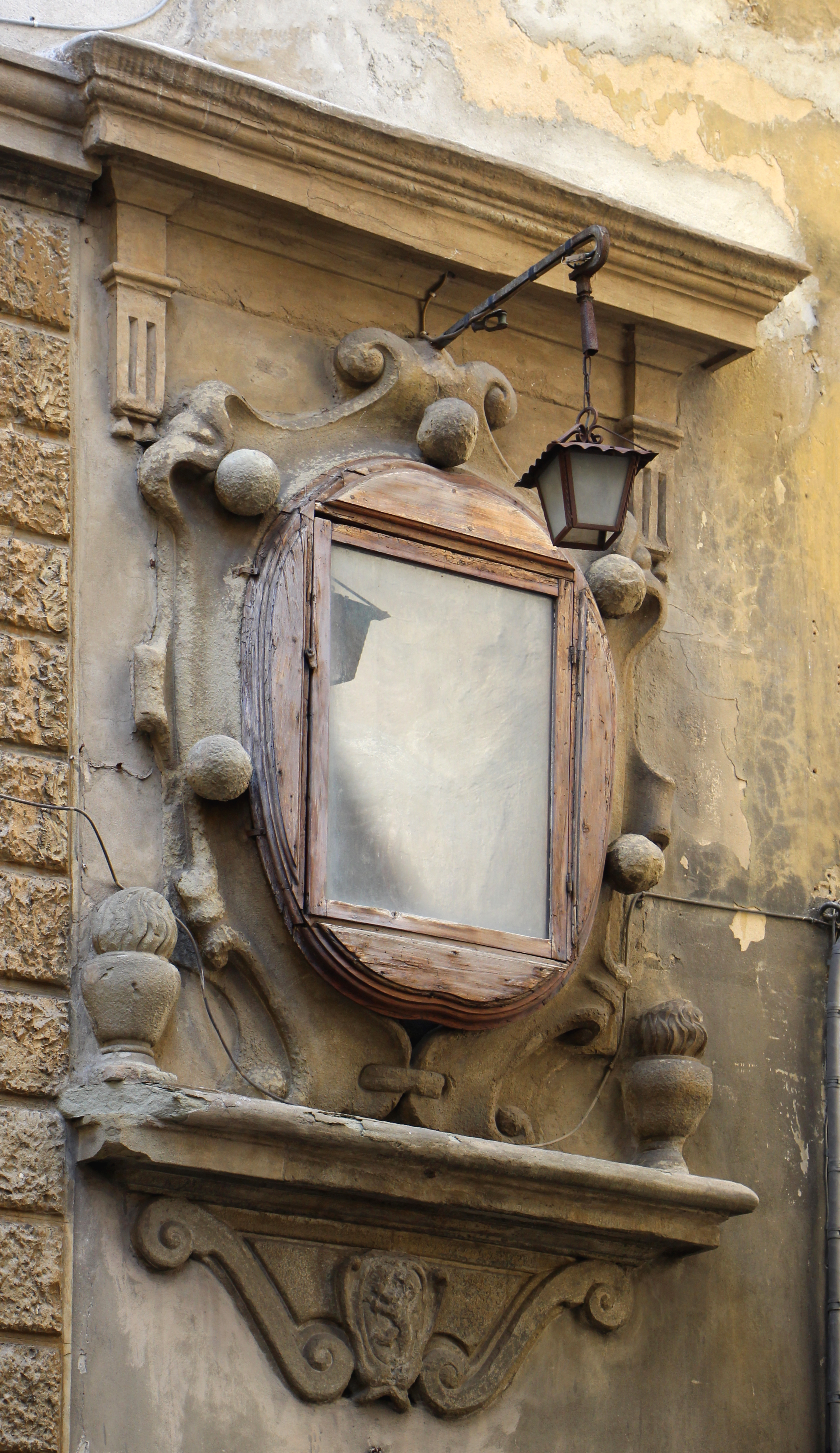
Il tabernacolo di via dei Palchetti